# Alfons Filar
Alfons Filar (ur. 24 sierpnia 1927 w Lipnicy Górnej, zm. 3 listopada 2019) – polski pisarz-historyk i publicysta, działacz społeczny, żołnierz Armii Ludowej, funkcjonariusz Milicji Obywatelskiej.

## Życiorys
Urodził się 24 sierpnia 1927 w Lipnicy Górnej. Pochodził z rodziny chłopskiej, był synem Anieli i Gabriela (stolarz i cieśla, uczestnik kampanii wrześniowej) (według innej wersji ojciec miał na imię Wawrzyniec).
Podczas okupacji niemieckiej od 1942 zarabiał przy robotach leśnych w Liwoczu. W 1943 otrzymał wezwanie na roboty przymusowe w III Rzeszy, a po staraniach rodziny skierowano go do pracy w magazynach broni i amunicji w Gamracie koło Jasła. Po konspiracyjnej „wsypie” tamże (w fabryce działała Armia Krajowa) w kwietniu 1944 także on został aresztowany i był przesłuchiwany oraz torturowany na Gestapo. Wówczas był w grupie więźniów, którzy byli zmuszeni do wykopania dołów dla ofiar egzekucji w Warzycach. Skierowano go do pracy szpitalu, a z uwięzienia uciekł potem podczas przenoszenia rannych żołnierzy niemieckich. Następnie trafił do krewnych kolegi Ludwika Reczka w Lisowie. Tam uzyskał kontakt do operującego na zachód od Jasła oddziału Armii Ludowej pod dowództwem Wojciecha Kwilosza ps. „Tomek”, złożył przysięgę i przyjął pseudonim „Franek”. Potem brał udział w akcjach sabotażowych AL.
Po wyparciu Niemców wstąpił do Milicji Obywatelskiej i był współzałożycielem pierwszego posterunku MO w Kołaczycach (służba od 20 stycznia 1945). Przez miesiąc chronił majątki obszarnicze przed rozgrabieniem (w chwili zakończenia wojny 8/9 maja 1945 pełnił wartę w Niegłowicach przy wejściu do rafinerii nafty), następnie przeniesiony do Komendy Powiatowej w Jaśle, gdzie najpierw służył w plutonie operacyjnym, a potem od 1 października 1945 w plutonie ochrony Komitetu Powiatowego PPR. W sierpniu 1945 eskortował osadników z Dukli i Żmigrodu transportowanych do Głogowa, gdzie starł się z niemieckimi oddziałami Werwolfu. Po powrocie odbył kurs w Wojewódzkim Urzędzie Bezpieczeństwa Publicznego w Rzeszowie, po czym 31 października 1945 został skierowany do Lubaczowa. Tam w Powiatowym UBP od 3 grudnia 1945 był wartownikiem w ochronie, a następnie objął funkcję referenta ds. walki z bandytyzmem. Od tego czasu brał udział w walkach z Ukraińską Powstańczą Armią oraz tzw. „reakcyjnym podziemiem”. Formalnie był kolejno młodszym referentem od 28 grudnia 1945, referentem od 8 czerwca 1946, referentem ewidencji operatywnej w Referacie II od 1 października 1947, starszym referentem w Referacje V od 1 października 1948 i rachmistrzem-płatnikiem w Referacie Gospodarczym od 1 lutego 1 lutego 1949.
W międzyczasie, w listopadzie 1946 został II sekretarzem koła PPR przy Lubaczowskim PUBP, a pod koniec tego roku otrzymał polecenie organizowania miejscowego KP PPR, co doszło do skutku w kolejnym roku. W 1948 zdał małą maturę i ożenił się. W tym samym roku wstąpił do utworzonej PZPR i pozostawał jej działaczem na początku 1981.

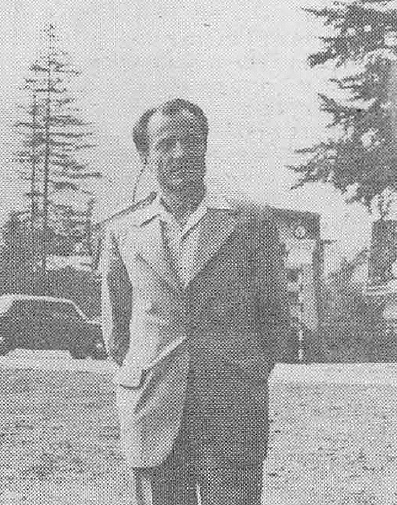
Alfons Filar (ok. 1988)

W lubaczowskim PUBP przebywał do 1951 i w tym roku powrócił do WUBP w Rzeszowie. Służył w Wydziale Finansowym: od 1 kwietnia 1951 był referentem w Referacie Rachunkowo-Sprawozdawczym, od 1 sierpnia 1952 inspektorem w Inspekcji Finansowej, od 1 października 1954 rewidentem w Kontroli Finansowej. Od 1 lutego 1955 był referentem w Sekcji II Wojewódzkiego Urzędu ds. Bezpieczeństwa Publicznego w Rzeszowie, a od 1 do 31 lipca 1955 w stopniu podporucznika pozostawał w dyspozycji dyrektora Departamentu Administracyjno-Gospodarczego w Komitecie do spraw Bezpieczeństwa Publicznego w Warszawie. Od 1 sierpnia 1955 był podległy MSW. Od 1 stycznia 1956 przez wiele lat służył w Zakopanem na tym samym stanowisku. Do tego miasta trafił na własną prośbę z uwagi na to, że zachorował na gruźlicę. W latach 1961–1973 i od 1976 był kierownikiem zakopiańskiego ośrodka wczasowego MSW. W MO w 1970 był w stopniu majora, dosłużył stopnia podpułkownika.
Działał w Związku Bojowników o Wolność i Demokrację, był sekretarzem oddziału w Zakopanem. Był sekretarzem oddziału tej organizacji w Zakopanem oraz przewodniczącym jej komisji historycznej. W wieku 36 lat, tj. około 1963, zdał maturę. Od 1973 do 1974 pełnił funkcję attaché w polskiej ambasadzie w Waszyngtonie. W tej placówce był szyfrantem. W 1982 uzyskał tytuł magistra nauk politycznych (według innego źródła dyplom wyższej uczelni uzyskał mając 52 lat tj. około 1979).
Żonaty z Feliksą z domu Łokczewską (1926-2019). Miał synów.
Zmarł 3 listopada 2019. Został pochowany na Cmentarzu Komunalnym Południowym w Warszawie.

## Publikacje
Zajmował się działalnością publicystyczną, interesując się historią wojenną (walka z okupantem niemieckim) i powojenną Podhala. Jak sam mówił, nie był historykiem z zawodu, lecz z wewnętrznej potrzeby. Wydał m.in. takie publikacje, jak:
- Opowieści tatrzańskich kurierów (1969[13], 1970, 1973, 1977), w języku słowackim Po stopách tatranských kuriérov (1972) i węgierskim,
- Palace – katownia Podhala (1970, 1972, 1976, razem z Michałem Leyko)[14],
- Gdy umilkły działa (1972; wspomnienia, pierwotnie anonsowane pt. Tym samym karabinem)[2],
- Bohaterowie zielonych granic (1974, 1979)[11],
- Laury na śniegu. Opowieść o Bronisławie Czechu i Helenie Marusarzównie (1974, 1978 i 1982, razem z Michałem Leyko)[11],
- Za pasem broń. Z dziejów ruchu oporu na Podhalu (1980, 1983)[11],
- U podnóża Tatr 1939-1945. Podhale i Sądecczyzna w walce z okupantem (1985)[15][11]
- Nie tylko pod znakiem walki (1987, dziewiąta książka)[9]

W 1985 otrzymał nagrodę I stopnia wojewody nowosądeckiego „za wybitne osiągnięcia w twórczości artystycznej i działalności kulturalno-oświatowej” w dziedzinie literatury.

## Odznaczenia
- Krzyż Kawalerski Orderu Odrodzenia Polski (dekoracja w 1969)[2]
- Medal za Długoletnie Pożycie Małżeńskie (1999)[4]